# Harlem Playgirls
Les Harlem Playgirls sont un orchestre de swing composé de musiciennes afro-américaines du Midwest qui s'est fait connaître aux États-Unis des années 1930 aux années 1940,.

## History
L'orchestre est fondé en 1935 par le percussionniste Sylvester Rice (1905–1984), attirant des musiciennes jouant jusqu'alors dans le populaire orchestre féminin The Dixie Sweethearts. Il effectue des tournées dans le réseau de salles de spectacles TOBA, se produisant dans des cinémas, des clubs de jazz, des salles de bal et des théâtres. Dans la tradition d'autres orchestres féminins menés par des stars du music-hall, la formation est dirigée par Eddie Crump et Neliska Ann Briscoe (en). Neliksa Briscoe s'était fait connaître à La Nouvelle-Orléans en jouant dans l'orchestre de Lil Armstrong et avec les Rhythm Boys de Joe Robichaux (en). Les solistes les plus connues sont Lela Julius au trombone et Vi Burnside au saxophone. L'orchestre se produit au Apollo Theater en 1937. On le voit également à partir de 1938 au Savoy Ballroom. Par la suite, plusieurs membres rejoignent les International Sweethearts of Rhythm et les Prairie View Co-eds.

## Membres
Composition en 1938 :
- Vi Burnside - saxophone ténor
- Margaret Backstrom - saxophone ténor
- Jennie Byrd - batterie
- Bessie Comeaux - trompette
- Lelia Julius - trombone, guitare
- Orvella Moore - piano
- Alice Proctor - trompette
- Marjorie Ross - trompette
- Harig Thompson - saxophone, clarinette
- Gwen Trigg - contrebasse